# Ballinger, Texas
Ballinger là một thành phố thuộc quận Runnels, tiểu bang Texas, Hoa Kỳ. Năm 2010, dân số của xã này là 3767 người.

## Dân số
- Dân số năm 2000: 4243 người.
- Dân số năm 2010: 3767 người.